# B-riksdagen 1914
B-riksdagen 1914 ägde rum i Stockholm.
Riksdagens kamrar sammanträdde i riksdagshuset den 15 maj 1914. Till talman i första kammaren valdes talmannen från förra riksdagen Ivar Afzelius och även i andra kammaren omvaldes Johan Widén. Riksdagen avslutades den 17 december 1914.